# Melissa Fumero
Melissa Fumero, all'anagrafe Melissa Gallo (North Bergen, 19 agosto 1982) è un'attrice statunitense.
Melissa Fumero è nota principalmente per il ruolo di Amy Santiago nella serie televisiva Brooklyn Nine-Nine.

## Biografia
Nata e cresciuta a North Bergen, nel New Jersey, da genitori cubani, un docente di matematica ed una stilista, Melissa studia presso la New York University, dove consegue la laurea in teatro nel 2003.
Nel 2004 si è unita al cast della soap opera Una vita da vivere, in cui ha continuato a recitare fino al 2011. Dopo aver recitato in episodi di Gossip Girl, The Mentalist e CSI, nel 2013 ha ottenuto il ruolo del Detective Amy Santiago nella sitcom Brooklyn Nine-Nine, ruolo che le è valso la vittoria di un Imagen Awards nel 2016.
È sposata con David Fumero, di cui ha preso il cognome, dal 2007 e la coppia ha avuto due figli: Enzo, nato nel 2016, e Axel, nato nel 2020.

## Filmografia parziale

### Cinema
- I Hope They Serve Beer in Hell, regia di Bob Gosse (2009)
- DriverX, regia di Henry Barrial (2017)
- Bar Fight!, regia di Jim Mahoney (2022)

### Televisione
- Una vita da vivere (One Life to Live) – serial TV, 202 puntate (1998, 2005-2011)
- La valle dei pini (All My Children) – serial TV, puntate 1x9046-1x9047 (2005)
- Gossip Girl – serie TV, 16 episodi (2007, 2010)
- The Mentalist – serie TV, episodio 2x22 (2011)
- Royal Pains – serie TV, episodio 2x14 (2011)
- CSI: NY – serie TV, episodio 9x10 (2011)
- Men at Work – serie TV, episodio 2x03 (2012)
- Brooklyn Nine-Nine – serie TV, 151 episodi (2013-2021)
- Hell's Kitchen – programma TV, puntata 17x06 (2017)
- Giorno per giorno (One Day at a Time) – serie TV, episodi 3x01-4x07 (2019-2020)
- Blockbuster – serie TV, 10 episodi (2022)
- Based on a True Story – serie TV, 6 episodi (2024)
- I segreti di Grosse Pointe (Grosse Pointe Garden Society) – serie TV, 13 episodi (2025)

### Doppiatrice
- Elena di Avalor (Elena of Avalor) – serie animata,  episodi 3x12-3x21-3x28 (2019-2020)
- M.O.D.O.K. – serie animata, 7 episodi (2021)
- Velma - serie animata, 9 episodi (2023)
- Animaniacs - serie animata, episodio 3x08 (2023)
- Digman! - serie animata, 3 episodi (2023)

## Doppiatori italiani
Nelle versioni in italiano delle opere in cui ha recitato, Melissa Fumero è stata doppiata da:
- Sara Ferranti in CSI: NY, Gossip Girl, Blockbuster
- Letizia Scifoni in The Mentalist, Brooklyn Nine-Nine
- Emanuela Ionica in Based on a True Story

Da doppiatrice è stata sostituita da:
- Letizia Scifoni in Digman!
- Joy Saltarelli in M.O.D.O.K